# تسیمرن (تورینگن)
تسیمرن (به آلمانی: Zimmern) یک شهر در آلمان است که در زاله‌هلتسلاند واقع شده‌است. تسیمرن ۱۹۴ نفر جمعیت دارد.